# Harry Brautigam

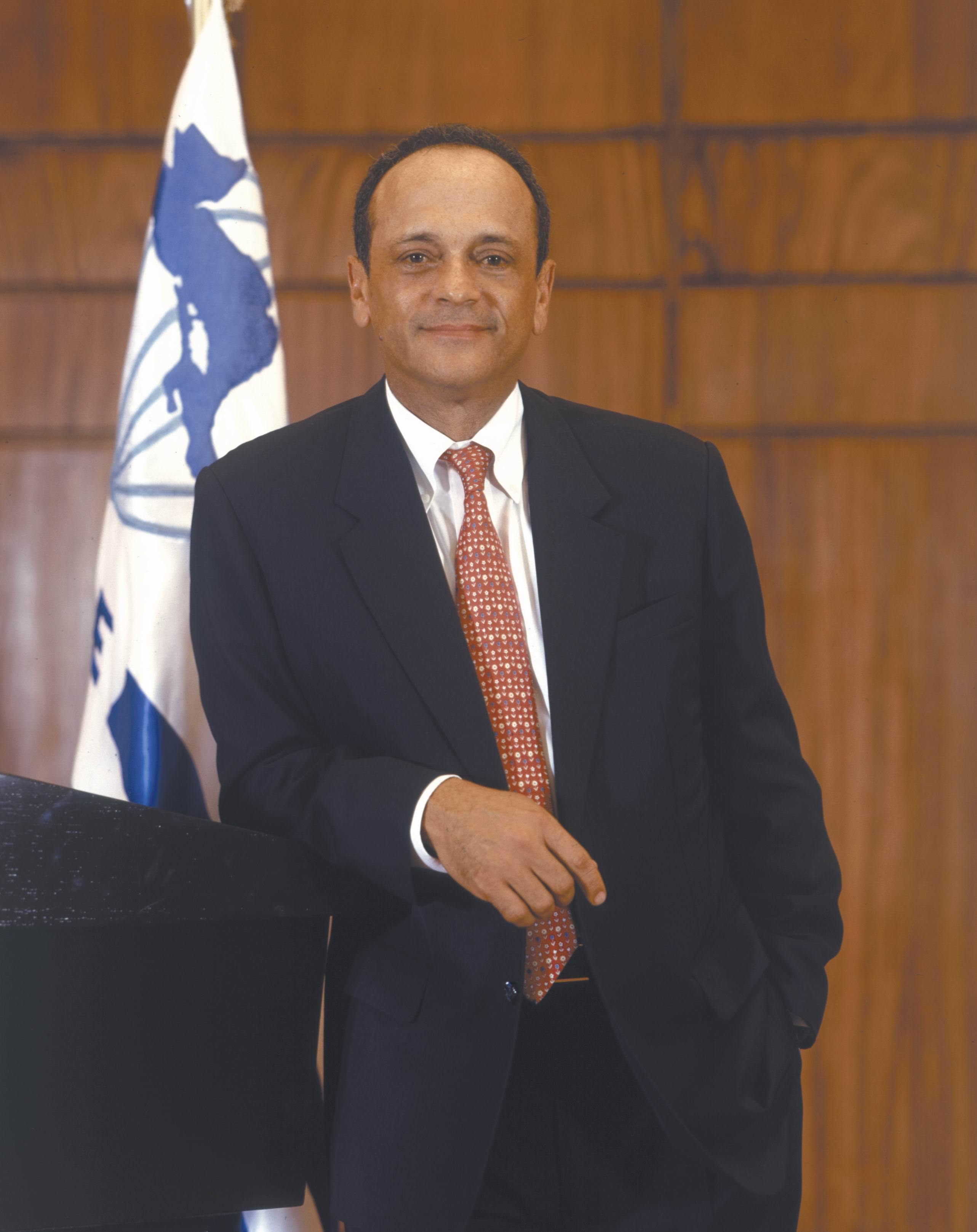
Harry Brautigam

Harry E. Brautigam Ortega (* 29. Oktober 1948 in Bluefields; † 30. Mai 2008 in Tegucigalpa) war ein nicaraguanischer Ökonom und zuletzt Bankpräsident.

## Ausbildung
Harry Brautigam promovierte an der University of Illinois (USA), nachdem er bereits Hochschulabschlüsse als Master im Bereich Volkswirtschaft an der University of Leeds (Großbritannien) und als MBA an der Universidad de Guadalajara (Mexiko) erworben hatte.

## Karriere
Ab 1984 war Brautigam im Bereich der Entwicklung des lateinamerikanischen Finanzmarkts bei verschiedenen anerkannten Finanzinstituten in den Vereinigten Staaten, vor allem in den Bereichen Corporate Finance, Kapitalmärkte, Darlehensverwaltung, Handel und internationale Finanzorganisationen tätig.
Er durchlief verschiedene Managerpositionen, u. a. in der Regionaldirektion von Barclays Capital für Lateinamerika in Miami. Danach war er bei der Bank of America Geschäftsführer für die Beziehungen mit Zentral- und Südamerika und der Karibik; Chefökonom für Lateinamerika bei der Bank of Boston sowie Assistant Professor für Volkswirtschaft und internationalen Austausch an der University of Delaware (USA). Vor seiner Berufung zur BCIE war er Vorstandsmitglied bei Navarro Lowrey/BE Inc. im Bereich der Geschäftsentwicklung in Lateinamerika.
Ab September 2003 bekleidete er für 5 Jahre den Vorstandsvorsitz in der  Zentralamerikanischen Bank für Wirtschaftsintegration (BCIE), nachdem er vom Gouverneursrat aus 165 Kandidaten gewählt wurde.

## Tod
Kurz vor Ende seiner Amtsperiode starb Harry Brautigam nach Behördenangaben durch einen Herzanfall im Krankenhaus von Tegucigalpa (Honduras), kurz nachdem er am 30. Mai 2008 bei dem Flugzeugunglück eines Airbus A320 der TACA am Flughafen Tegucigalpa verletzt aus den Trümmern gerettet worden war.